# Bloodhound LSR

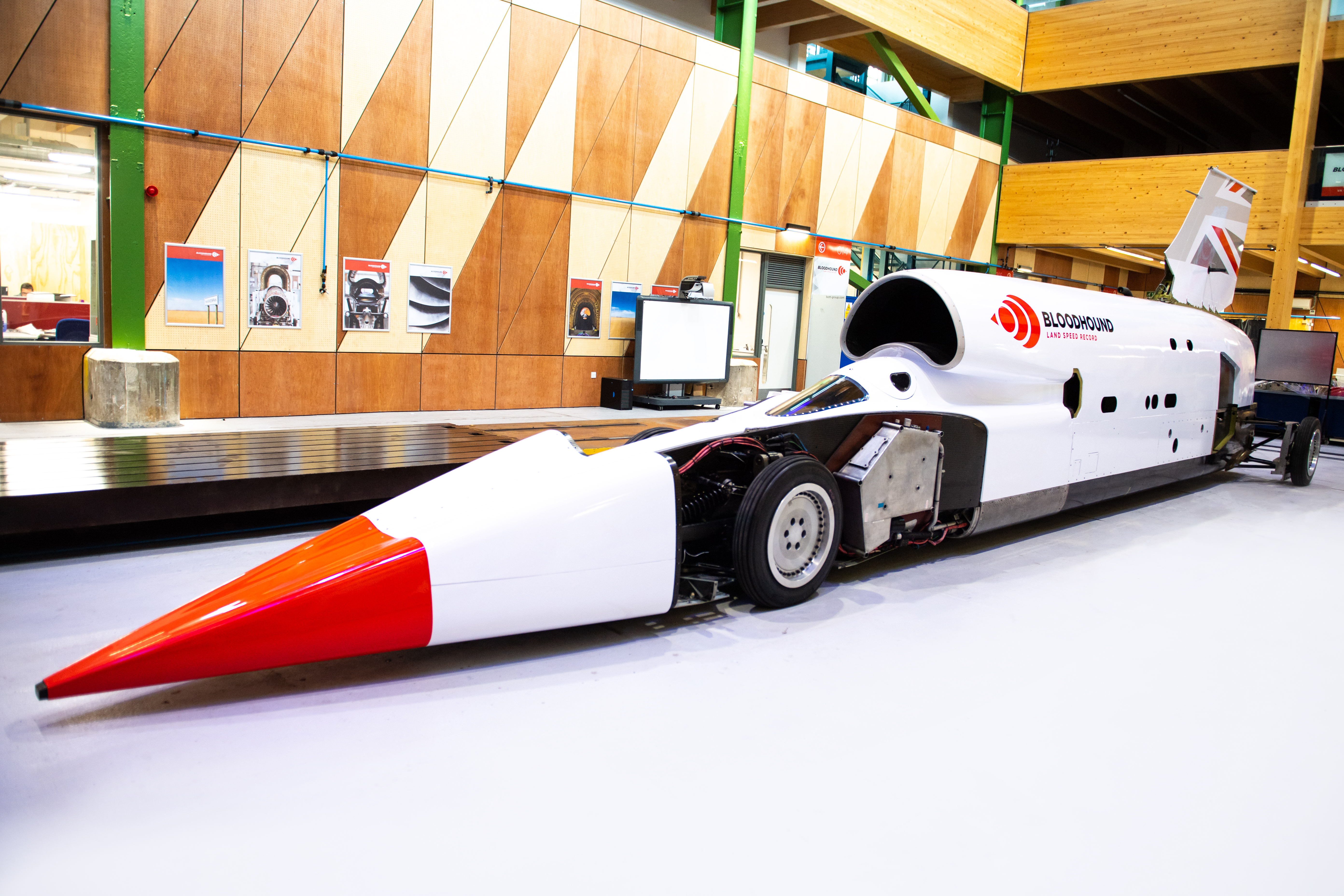
Bloodhound LSR (2019)

Bloodhound LSR (wcześniej Bloodhound SSC) – samochód o napędzie odrzutowym, następca najszybszego samochodu świata - Thrust SSC, stworzony by pobić jego rekord prędkości (1228 km/h). W 2019 roku przekroczył 1000 km/h podczas jazdy testowej.